# (7401) Toynbee
(7401) Toynbee ist ein Asteroid des inneren Hauptgürtels. Er wurde am 21. August 1987 vom belgischen Astronomen Eric Walter Elst am La-Silla-Observatorium (IAU-Code 809) der Europäischen Südsternwarte in Chile entdeckt.
Der Asteroid wurde am 24. November 2007 nach dem britischen Kulturtheoretiker und bedeutenden Geschichtsphilosophen Arnold J. Toynbee (1889–1975) benannt, der als letzter großer Universalhistoriker gilt.
Der Himmelskörper gehört zur Nysa-Gruppe, einer nach (44) Nysa benannten Gruppe von Asteroiden (auch Hertha-Familie genannt, nach (135) Hertha).